# The 20/20 Experience
The 20/20 Experience è il terzo album in studio del cantautore statunitense Justin Timberlake, pubblicato il 19 marzo 2013 dalla RCA.

## Descrizione
Uscito a sette anni di distanza da FutureSex/LoveSounds, l'album vanta collaborazioni con Timbaland e Jay-Z ed è stato anticipato a gennaio dal primo singolo Suit & Tie, a cui ha fatto seguito il mese seguente Mirrors.
L'album è salito in vetta alla Billboard 200 con un debutto di 968 000 copie vendute negli Stati Uniti, registrando il più alto debutto del 2013. Il presidente della RCA Records in un'intervista ha rivelato che dopo una promozione strategica le aspettative dell'etichetta erano di vendere circa 500 000-600 000 copie e che nessuno si sarebbe aspettato un tale successo. The 20/20 Experience è stato eletto album più venduto della prima metà del 2013 negli Stati Uniti d'America, vendendo oltre 2.5 milioni di copie.

## Tracce
1. Pusher Love Girl – 8:03
2. Suit & Tie (feat. Jay-Z) – 5:27 (Justin Timberlake, Timothy Mosley, Jerome "J-Roc" Harmon, James Fauntleroy, Shawn Carter, Terrence Stubbs, Johnny Wilson, Charles Still)
3. Don't Hold the Wall – 7:11
4. Strawberry Bubblegum – 8:00
5. Tunnel Vision – 6:47
6. Spaceship Coupe – 7:18
7. That Girl – 4:47 (Justin Timberlake, Timothy Mosley, Jerome "J-Roc" Harmon, James Fauntleroy, Noel Williams)
8. Let the Groove Get In – 7:12
9. Mirrors – 8:05
10. Blue Ocean Floor – 7:22

Tracce bonus nell'edizione deluxe
1. Dress On – 4:39 (Justin Timberlake, James Fauntleroy, Robin Tadross)
2. Body Count – 4:42 (Justin Timberlake, James Fauntleroy, Robin Tadross)

## Classifiche
| Classifica (2013-25) | Posizione massima |
| -------------------- | ----------------- |
| Australia            | 1                 |
| Austria              | 2                 |
| Belgio (Fiandre)     | 3                 |
| Belgio (Vallonia)    | 8                 |
| Canada               | 1                 |
| Danimarca            | 2                 |
| Finlandia            | 10                |
| Francia              | 6                 |
| Germania             | 1                 |
| Giappone             | 11                |
| Irlanda              | 1                 |
| Italia               | 5                 |
| Lituania             | 53                |
| Norvegia             | 2                 |
| Nuova Zelanda        | 1                 |
| Paesi Bassi          | 2                 |
| Portogallo           | 9                 |
| Spagna               | 9                 |
| Regno Unito          | 1                 |
| Russia               | 1                 |
| Stati Uniti          | 1                 |
| Svezia               | 12                |
| Svizzera             | 1                 |
| Ungheria             | 4                 |

## Date di pubblicazione
| Paese       | Data          |
| ----------- | ------------- |
| Germania    | 15 marzo 2013 |
| Regno Unito | 18 marzo 2013 |
| Stati Uniti | 19 marzo 2013 |
| Giappone    | 20 marzo 2013 |